# Hurrikán meló
A Hurrikán meló (eredeti cím: The Hurricane Heist) 2018-ban bemutatott amerikai film, amelyet Rob Cohen rendezett.
A forgatókönyvet Jeff Dixon, Scott Windhauser, Carlos Davis és Anthony Fingleton írta. A producerei Karen Elise Baldwin, Moshe Diamant, Christopher Milburn, Danny Roth, Michael Tadross Jr és Damiano Tucci. A főszerepekben Toby Kebbell, Maggie Grace, Ryan Kwanten, Melissa Bolona, Ralph Ineson láthatók. A film zeneszerzője Lorne Balfe. A film gyártója a Foresight Unlimited, a Parkside Pictures, a Windfall Productions és a Tadross Media Group, forgalmazója az Entertainment Studios Motion Pictures. Műfaja akciófilm.
Amerikában 2018. március 9-én, Magyarországon 2018. március 19-én mutatták be a mozikban.

## Szereplők
| Szereplő | Színész                        | Magyar hang            |
| --- | ------------------------------ | ---------------------- |
| Will | Toby Kebbell                   | Varga Gábor            |
| Will fiatalon | Leonardo Dickens Luke Judy     | Sándor Barnabás        |
| Casey | Maggie Grace                   | Kelemen Kata           |
| Breeze | Ryan Kwanten                   | Szabó Máté             |
| Breeze fiatalon | Patrick McAuley Andre Robinson | Berecz Kristóf Uwe     |
| Perkins | Ralph Ineson                   | Nagypál Gábor          |
| Sasha | Melissa Bolona                 | Sipos Eszter Anna      |
| Dixon | Ben Cross                      | Vass Gábor             |
| Rice | Jamie Andrew Cutler            | Horváth-Töreki Gergely |
| Moreno | Christian Contreras            | Horváth Illés          |
| Xander | Jimmy Walker                   | Renácz Zoltán          |
| Frears | Ed Birch                       | Szatory Dávid          |
| Jaqi | Moyo Akande                    | Kraszkó Zita           |
| Michaels | James Barriscale               | Törköly Levente        |
| Baldwin | Mark Rhino Smith               | Bognár Tamás           |
| Diamond | Brooke Johnston                | Törtei Tünde           |
| Bruce | Erik Rondell                   | Gubányi György István  |
| Niles | Stuart McQuarrie               | Mészáros Máté          |
| Laurie | Natacha Karam                  | Dobó Enikő             |
| Keith | J.R. Esposito                  | Haagen Imre            |
| Tizedes | Steve Baduske                  | Papucsek Vilmos        |
| Morris | Atanas Srebrev                 | Sarádi Zsolt           |
| További magyar hangok |                                |                        |
| Bordás János, Egressy G. Tamás, Fehér Péter, Fehérváry Márton, Hám Bertalan, Kajtár Róbert, Lipcsey-Colini Borbála, Mohácsi Nóra |                                |                        |